# Sasaki e Miyano
Sasaki e Miyano (佐々木と宮野?, Sasaki to Miyano) è un manga shōjo scritto e disegnato dall'autrice Shō Harusono, la serie viene serializzata sulla rivista Gene Pixiv di Media Factory a partire dal 26 febbraio 2016.
I singoli capitoli della serie vengono poi raccolti e pubblicati in volumi tankōbon. A ottobre 2021, durante la conferenza al Lucca Comics & Games, Panini Comics ne ha annunciato la pubblicazione italiana, che è iniziata nel maggio di 2022.
Un adattamento anime di 12 episodi realizzato da Studio Deen è stato trasmesso in Giappone dal 10 gennaio al 28 marzo 2022, ed è stato pubblicato su Crunchyroll per lo streaming al di fuori del Giappone. Un'OAV è stato annunciato per il 27 luglio 2022.
Un film anime basato sulla stessa serie è uscito il 17 febbraio 2023 in Giappone insieme a un breve adattamento anime della serie spin-off Hirano e Kagiura, manga della stessa autrice Shō Harusono.

## Personaggi
Shūmei Sasaki (佐々木秀鳴?, Sasaki Shūmei)
Doppiato da: Yusuke Shirai
Senpai di un anno più grande di Miyano, è innamorato di quest'ultimo. Prima di conoscerlo appariva molto svogliato per quanto riguardoa un po' tutto. Non spicca nelle materie scolastiche, ma è bravo in matematica. Teppista che non crea poi grossi problemi, gli piacciono i dolci, a volte aiuta nel negozio della famiglia. Nato il 17 giugno.
Yoshikazu Miyano (宮野由美?, Miyano Yoshikazu)
Doppiato da: Sōma Saitō
Kouhai di Sasaki e fudanshi, inizialmente è grazie ai manga BL che i due si avvicinano. Alle medie si è preso una cotta per una sua compagna di classe, a causa di un malinteso Miyano ha pensato che lo stesse prendendo in giro per i suoi lineamenti femminili, da allora è molto insicuro del suo aspetto. Fa parte del Comitato Disciplinare, di cui diventa Vicepresidente al terzo anno. Nato il 22 febbraio.
Taiga Hirano (平野大河?, Hirano Taiga)
Doppiato da: Yoshitsugu Matsuoka
Uno dei protagonisti dello spin-off Hirano e Kagiura. Compagno di classe di Sasaki. Vicepresidente del Comitato Disciplinare, di cui fa parte Miyano. È forte nelle risse, ma è anche bravo a scuola. Chi non lo conosce tende a pensare sia un cattivo ragazzo, a causa dell'aspetto minaccioso e del modo brusco di parlare, ma è gentile e si prende cura dei suoi Kouhai. In particolare è molto attento al suo compagno di stanza, Akira Kagiura. Nato il 1º agosto.
Jirō Ogasawara (小笠原次郎?, Ogasawara Jirō)
Doppiato da: Yūki Ono
Teppista, compagno di classe di Sasaki. Lui e Sasaki condividono gli stessi gusti musicali. Ha una ragazza da poco scopertasi appassionata di BL. Nato il 15 aprile.
Masato Hanzawa (半澤雅人?, Hanzawa Masato)
Doppiato da: Yuma Uchida
Compagno di classe di Sasaki e Hirano. Ama tenersi impegnato, è infatti presidente del Comitato Disciplinare e del club di ping pong. È d'aiuto a Miyano quando il ragazzo inizia a chiedersi cosa prova per Sasaki. Nato il 2 aprile.
Tasuku Kuresawa (暮沢丞?, Kuresawa Tasuku)
Doppiato da: Ryōhei Arai
Compagno di classe di Miyano. Frequenta una ragazza di un altro istituto. Membro del club di astronomia. Va a trovare la fidanzata quando esce da scuola. Quando torna a casa sua prende il treno alla stessa fermata di Miyano, ma in un'altra direzione. Nato il 14 settembre.
Gonsaburō Tashiro (田代権三郎?, Tashiro Gonsaburō)
Doppiato da: Mitsuhiro Ichiki
Compagno di classe di Miyano. Membro del club di ping pong. Ha iniziato le superiori con i capelli biondi, ma il presidente del club gli ha proibito di tingerseli ancora. Visto che se li tagliasse la parte nera aumenterebbe velocemente, non se li taglia di proposito. Nato l'8 luglio.

## Media

### Manga
La serie, scritta e illustrata da Shō Harusono, viene serializzata dal 26 febbraio 2016 sul sito web pixiv Comic. Media Factory raccoglie i capitoli in volumi tankōbon a partire dal 26 settembre 2016; al 27 marzo 2024 i volumi totali ammontano a 10.
Uno spin-off intitolato Hirano e Kagiura (平野と鍵浦?, Hirano to Kagiura), ad opera della stessa autrice, viene serializzato dal 15 marzo 2019 sulla testata Monthly Comic Gene. I capitoli vengono raccolti in tankōbon a partire dal 27 giugno 2019; al 27 febbraio 2025 i volumi totali ammontano a 5.
In Italia la serie principale è stata annunciata al Lucca Comics & Games 2021 da Panini Comics che la pubblica sotto l'etichetta Planet Manga dal 19 maggio 2022. La traduzione dei testi è curata da Davide Sarti, mentre il lettering è realizzato da Lara Iacucci.
Inoltre la stessa casa editrice pubblica lo spin-off Hirano e Kagiura a partire dal 25 gennaio 2024. La traduzione dei testi è curata da Anna Polimeni, mentre il lettering è realizzato da Tatiana Bonora.

#### Volumi
| Sasaki e Miyano (10+ volumi) | |                                                                             |                   |                        |
| 1                            | 26 settembre 2016 | ISBN 978-4-04-068471-0                                                      | 19 maggio 2022    | ISBN 978-88-287-6641-4 |
| 1                            | Capitoli - 1. Sasaki e Miyano (佐々木と宮野。?, Sasaki to Miyano.) - 2. Mi piacerebbe rivederl... (また会えたら。?, Mata aetara.) - 3. Il nodo (結び目。?, Musubime.) - 4. La prima volta (初めて。?, Hajimete.) - 5. La persona che mi piace (好きな子。?, Sukina ko.) - 6. Un'opportunità (きっかけ。?, Kikkake.) - 7. Cioccolatini (チョコ。?, Choko.) - Speciale. Ministoria su Sasaki e Miyano al festival scolastico (描き下ろし ふたりと文化祭のちょっとした話。?, Kaki oroshi futari to bunkamatsuri no chottoshita hanashi.)                                                    |                                                                             |                   |                        |
| 2                            | 27 maggio 2017 | ISBN 978-4-04-069161-9                                                      | 7 luglio 2022     | ISBN 978-88-287-1603-7 |
| 2                            | Capitoli - 8. Senpai (先輩は。?, Senpai wa.) - 9. Ricambiare il dono (お返しです。?, Okaeshi desu.) - 10. Solo un altro anno (あと1年。?, Ato 1-nen.) - 11. La grande confusione (大混乱。?, Dai konran.) - 12. Al limite (限界。?, Genkai.) - Speciale. Il filo del discorso (描き下ろし 閑話休題。?, Kaki oroshi kanwakyūdai.) - Speciale. Ministoria su Hirano e il suo kohai (描き下ろし 平野と後輩のちょっとした話。?, Kaki oroshi Hirano to kōhai no chottoshita hanashi.) |                                                                             |                   |                        |
| 3                            | 21 gennaio 2018 | ISBN 978-4-04-069529-7                                                      | 11 agosto 2022    | ISBN 978-88-287-1722-5 |
| 3                            | Capitoli - 13. Uno a uno (いっこずつ。?, Ikko zutsu.) - 14. Mi piaci (好き。?, Suki.) - 15. Non va bene (駄目。?, Dame.) - 16. Regalo (プレゼント?, Purezento) - 17. Contatto fisico (触れる。?, Fureru.) - 18. Sentimenti (気持ち。?, Kimochi.) - Speciale. Una mini su Kagi (描き下ろし 鍵くんのちょっとした話。?, Kaki oroshi Kagi-kun no chottoshita hanashi.) - Speciale Drama-cd. La preghiera (願いごと。?, Negaigoto.) |                                                                             |                   |                        |
| 4                            | 26 ottobre 2018 | ISBN 978-4-04-065186-6                                                      | 20 ottobre 2022   | ISBN 978-88-287-1982-3 |
| 4                            | Capitoli - 19. Comitato (委員会。?, Iinkai.) - 20. Gelosia (嫉妬。?, Shitto.) - 21. Cambiamenti (変化。?, Henka.) - 22. Presa di coscienza (気づいた。?, Kidzuita.) - 23. Crollo (崩れた。?, Kuzureta.) - Speciale. La persona che si ama (恋人というものは。?, Koibito to iu mono wa.) - Speciale. In breve, la persona ideale (前略、理想の人。?, Zenryaku, risō no hito.) - Speciale drama-cd. Una mini su Halloween (ハロウィンのちょっとした話。?, Harōin no chottoshita hanashi.)                                                                                                  |                                                                             |                   |                        |
| 5                            | 6 giugno 2019 | ISBN 978-4-04-065779-0                                                      | 12 gennaio 2023   | ISBN 978-88-287-2572-5 |
| 5                            | Capitoli - 24. Desiderio e oltre (憧れと次。?, Akogare to ji.) - 25. Febbre e speranza (熱と期待。?, Netsu to kitai.) - 26. L'ultimo festival scolastico (最後の文化祭。?, Saigo no bunkamatsuri.) - 27. Amore (恋。?, Koi.) - Speciale. Se ti senti stanco (疲れたら。?, Tsukaretara.) - Speciale. Popolarità preoccupante (好きな人がモテそうで困る。?, Sukinahito ga mote-sōde komaru.) |                                                                             |                   |                        |
| 6                            | 27 marzo 2020 | ISBN 978-4-04-064486-8                                                      | 23 febbraio 2023  | ISBN 978-88-287-4210-4 |
| 6                            | Capitoli - 28. Un anno di differenza (一年の差?, Ichinen no sa) - 29. Da sempre (ずっと前から。?, Zutto mae kara.) - 30. Oggi (今日。?, Kyō.) - 31. Domani (明日。?, Ashita.) - 32. Scambio di messaggi (メール。?, Mēru.) - 33. Cose normali (普通のこと。?, Futsū no koto.) - Speciale. La storia di un giorno (ある日の話。?, Aru hi no no hanashi.) - Speciale. Ministoria notturna (ある夜のちょっとした話。?, Aru yoru no chottoshita hanashi.) |                                                                             |                   |                        |
| 7                            | 27 novembre 2020 | ISBN 978-4-04-064973-3                                                      | 27 aprile 2023    | ISBN 978-88-287-4389-7 |
| 7                            | Capitoli - 33.5. Ministoria durante il ritorno da scuola (下校中のちょっとした話。?, Gekō-chū no chottoshita hanashi.) - 34. Visita (お見舞い。?, Omimai.) - 35. Fatti a mano (手作り。?, Tedzukuri.) - 36. Non scherzo (嘘。?, Uso.) - 37. Fratello e sorella (姉と弟。?, Ane to otōto.) - 38. Il giorno precedente (前日。?, Zenjitsu.) - 39. Diploma (卒業。?, Sotsugyō.) - Speciale. Mini sulle vacanze primaverili (春休みのちょっとした話。?, Haruyasumi no chottoshita hanashi.) - Speciale. Mini sulla gelosia (ちょっとしたやきもちの話。?, Chottoshita yaki mochi no hanashi.) |                                                                             |                   |                        |
| 8                            | 27 dicembre 2021 | ISBN 978-4-04-680958-2                                                      | 27 luglio 2023    | ISBN 978-88-287-4585-3 |
| 8                            | Capitoli - 40. Prime esperienze (初体験。?, Hatsu taiken.) - 41. Segno (痕。?, Ato.) - 42. In cambio (代わりに。?, Kawarini.) - Side Stories - Fumetti in collaborazione - Inserto Speciale. Dolcetto o scherzetto (トリック・オア・トリート。?, Torikku oa Torīto.) - Speciale. Club di letteratura BL |                                                                             |                   |                        |
| 9                            | 27 luglio 2022 | ISBN 978-4-04-681141-7 (ed. regolare) ISBN 978-4-04-681140-0 (ed. limitata) | 14 settembre 2023 | ISBN 978-88-287-5220-2 |
| 9                            | Capitoli - 43. Preparativi (準備。?, Junbi.) - 44. Appuntamento pomeridiano (昼のデート。?, Hiru no Dēto.) - 45. Appuntamento serale (夜のデート。?, Yoru no Dēto.) - 46. Un'altra volta (もう一回。?, Mōikkai.) - Side story - Archivio dei fumetti promozionali (宣伝漫画の記録?, Senden manga no kiroku) - Speciale. Insegnando - Speciale. Riposarsi |                                                                             |                   |                        |
| 10                           | 27 marzo 2024 | ISBN 978-4-04-682759-3 (ed. regolare) ISBN 978-4-04-682757-9 (ed. limitata) | 28 novembre 2024  | ISBN 978-88-287-5622-4 |
| 10                           | Capitoli - 47. Facezie (じゃれあい。?, Jare ai.) - 48. Convention (イベント。?, Ibento.) - 49. Preparandosi al festival (文化祭準備。?, Bunkamatsuri junbi.) - 50. Più del passato (昔より。?, Mukashi yori.) - 51. Non voglio renderti felice (幸せにしたい、じゃなかった。?, Shiawaseni shitai, janakatta.) - Side Story. Una mini di seconda mano (おさがりのちょっとした話。?, O-sa gari no chottoshita hanashi.) - Extra. Intermezzi (幕間。?, Makuai.) |                                                                             |                   |                        |
| Hirano e Kagiura (5+ volumi) | |                                                                             |                   |                        |
| 1                            | 27 giugno 2019 | ISBN 978-4-04-065780-6                                                      | 25 gennaio 2024   | ISBN 978-88-287-7631-4 |
| 1                            | Capitoli - 1. Hirano e Kagiura (平野と鍵浦。?, Hirano to Kagiura.) - 2. Non accettare la sconfitta (負けず嫌い。?, Makezugirai.) - 3. Chi mi dà energia (元気の出る人。?, Genki no deru hito.) - 4. Qualcosa di importante (大切にしているもの。?, Taisetsu ni shite iru mono.) - Speciale. Sentirsi a casa |                                                                             |                   |                        |
| 2                            | 27 luglio 2021 | ISBN 978-4-04-680552-2                                                      | 14 marzo 2024     | ISBN 978-88-287-8153-0 |
| 2                            | Capitoli - 5. Un piccolo passo in avanti (ここからの一歩。?, Koko kara no ippo.) - 6. Voglio farlo? (したいの??, Shitai no?) - 7. Con lui è diverso (違う。?, Chigau.) - 8. Scompiglio (ぐちゃぐちゃ。?, Guchagucha.) - 9. Risposte (応え。?, Kotae.) - 10. Da quando (いつから。?, Itsu kara.) - Side Stories. Foto (写真。?, Shashin.) - Speciale. Toccare le sue orecchie |                                                                             |                   |                        |
| 3                            | 26 febbraio 2022 | ISBN 978-4-04-681142-4                                                      | 9 maggio 2024     | ISBN 978-88-287-8734-1 |
| 3                            | Capitoli - 11. Molto più di prima (前よりずっと。?, Mae yori zutto.) - 12. Il mio supporto (応援。?, Ōen.) - 13. Alternative (選択肢。?, Sentakushi.) - 14. Il cioccolato ricevuto dal senpai (先輩からのチョコ。?, Senpai kara no choko.) - 15. Chance (チャンス。?, Chansu.) - Speciale. Anniversario (記念日。?, Kinenbi.) - Speciale. Una storia su chi ama prendersi cura degli altri |                                                                             |                   |                        |
| 4                            | 27 febbraio 2023 | ISBN 978-4-04-682154-6                                                      | 18 luglio 2024    | ISBN 978-88-287-9059-4 |
| 4                            | Capitoli - 16. Complice (共犯者。?, Kyōhansha.) - 17. Ritorno (返却。?, Henkyaku.) - 18. Incertezza (もやもや。?, Moyamoya.) - 19. Ingiusto (アンフェア。?, Anfea.) - 20. Contagioso (うつる。?, Utsuru.) - Speciale. È la prima volta che mi sento così (はじめての気持ち。?, Hajimete no kimochi.) - Speciale. Fratellone (お兄ちゃん。?, Onīchan.) |                                                                             |                   |                        |
| 5                            | 27 febbraio 2025 | ISBN 978-4-04-684395-1 (ed. regolare) ISBN 978-4-04-684396-8 (ed. limitata) | 17 luglio 2025    | ISBN 979-12-21922-95-0 |
| 5                            | Capitoli - 21. Continuazione (継続。?, Keizoku) - 22. Pian piano (じわじわ。?, Jiwajiwa.) - 23. Celebrazione (お祝い。?, Oiwai.) - 24. Reciprocamente (お互いに。?, Otagai ni.) - Speciale. Una storia sul giorno delle pulizie in dormitorio (描き下ろし とある寮の掃除の日の話。?, Kaki oroshi toaru ryō no sōji no hi no hanashi.) - Speciale. Ao Ichinose, estate del secondo anno (一ノ瀬 青、高校2年生の?, Ichinose Ao, kōkō 2-nensei no) |                                                                             |                   |                        |
| 6                            | 27 agosto 2025 | ISBN 978-4-04-685054-6                                                      | —                 | —                      |

### Romanzi
Sasaki e Miyano è stato adattato anche in due romanzi pubblicati dal 26 marzo 2020 al 27 gennaio 2022. Hirano e Kagiura è stato a sua volta adattato in un singolo romanzo pubblicato il 26 ottobre 2018.
In Italia la serie di romanzi di Sasaki e Miyano è stata pubblicata da Panini Comics sotto l'etichetta Planet Manga dal 19 giugno al 17 luglio 2025.
| Sasaki e Miyano (2 volumi)  |                 |                        |                |                        |
| 1                           | 26 marzo 2020   | ISBN 978-4-04-064485-1 | 19 giugno 2025 | ISBN 979-12-21913-26-2 |
| 2                           | 27 gennaio 2022 | ISBN 978-4-04-064971-9 | 17 luglio 2025 | ISBN 979-12-21919-72-1 |
| Hirano e Kagiura (1 volume) |                 |                        |                |                        |
| 1                           | 26 ottobre 2018 | ISBN 978-4-04-065189-7 | —              | —                      |

### Anime

Logo originale della serie

Un adattamento anime è stato annunciato il 20 novembre 2020. L'adattamento, che in seguito si è rivelato essere una serie televisiva, è stato animato da Studio Deen e diretto da Shinji Ishihira, con Yoshiko Nakamura che si è occupato della sceneggiatura, Maki Fujii che ha curato il character design mentre Kana Shibue ha composto la colonna sonora. La serie è stata trasmessa in Giappone dal 10 gennaio al 28 marzo 2022 su Tokyo MX e altre reti affiliate. La sigla d'apertura è Matabaki di Miracle Chimpanzee mentre quella di chiusura è Ichigo Sunset di Yusuke Shirai e Sōma Saitō, rispettivamente voci di Sasaki e Miyano. Un episodio OAV verrà pubblicato con l'edizione limitata del nono volume del manga il 27 luglio 2022.
Dopo la trasmissione dell'ultimo episodio, è stato annunciato che la serie avrebbe ricevuto un nuovo progetto anime. Successivamente si è rivelato di essere un film anime, intitolato Sasaki e Miyano Il film — Diploma — (映画「佐々木と宮野 ー卒業編ー」?, Eiga Sasaki to Miyano: Sotsugyō-hen) e talvolta noto con il titolo internazionale Sasaki and Miyano: Graduation. È uscito in Giappone il 17 febbraio 2023, insieme a un breve adattamento anime della serie spin-off Hirano e Kagiura, manga della stessa autrice Shō Harusono.
In Italia la serie è stata pubblicata in versione sottotitolata in latecast su Crunchyroll a partire da giugno 2022. Il film è stato a sua volta reso disponibile su Crunchyroll in versione sottotitolata.

#### Episodi
| Nº       | Titolo italiano Giapponese 「Kanji」 - Rōmaji                                                                       | In onda          | In onda |
| Nº       | Titolo italiano Giapponese 「Kanji」 - Rōmaji                                                                       | Giapponese       |         |
| 1        | La prima volta 「初めて。」 - Hajimete.                                                                             | 10 gennaio 2022  |         |
| 2        | La persona che mi piace 「好きな子。」 - Suki na ko.                                                                | 17 gennaio 2022  |         |
| 3        | Il senpai 「先輩は。」 - Senpai wa.                                                                                 | 24 gennaio 2022  |         |
| 4        | Al limite 「限界。」 - Genkai.                                                                                      | 31 gennaio 2022  |         |
| 5        | Una cosa alla volta 「いっこずつ。」 - Ikko zutsu.                                                                  | 7 febbraio 2022  |         |
| 6        | Sentimenti 「気持ち。」 - Kimochi.                                                                                  | 14 febbraio 2022 |         |
| 7        | Non voglio metterlo a disagio 「困らせたくねーのに。」 - Komarasetaku nē no ni.                                     | 21 febbraio 2022 |         |
| 8        | Consapevolezza 「気づいた。」 - Kizuita.                                                                            | 28 febbraio 2022 |         |
| 9        | Voglio prendermi cura del senpai 「先輩のこと大事にしたいって思って。」 - Senpai no koto daiji ni shitaitte omotte. | 7 marzo 2022     |         |
| 10       | Amore 「恋。」 - Koi.                                                                                               | 14 marzo 2022    |         |
| 11       | Cosa fare di questi sentimenti 「この感情をどうしたらいい。」 - Kono kanjō o dōshitara ī.                           | 21 marzo 2022    |         |
| 12       | Domani 「明日。」 - Ashita.                                                                                         | 28 marzo 2022    |         |
| 13 (OAV) | 「恋に気づく前のちょっとした話。」 - Koi ni kizuku mae no chotto shita hanashi.                                     | 27 luglio 2022   |         |

## Accoglienza
Rebecca Silverman di Anime News Network recensì il primo volume del manga e trovò interessante il modo in cui l'autrice Shō Harusono alternava i disegni da 4-koma al formato più tradizionale a seconda della situazione richiesta. Le parti 4-koma rappresentano le parti più leggere della trama e solitamente dal solo punto di vista di Miyano. L'impostazione tradizionale invece viene impiegata per le parti più serie, più tipicamente dal punto di vista di Sasaki. Secondo Silverman, l'autrice del manga è molto attenta a ciò che vuole rappresentare su carta e riusciva a dare una buona idea della vita interiore di ogni ragazzo. Inoltre le battute d'entrata dei vari personaggi funzionavano molto bene. La storia, nonostante le poche pagine a disposizione e alcuni passi falsi nella sceneggiatura, si rivelava davvero avvincente e molto divertente.
Un redattore di AnimeClick.it trattò invece dell'adattamento anime, che venne descritto come una serie dolce, pura, tenera e sana, dove ogni episodio era un tripudio di emozioni che scaldavano il cuore e lo alleggerivano da ogni pesantezza. Anche se la trama era semplice, l'ottima caratterizzazione dei personaggi permetteva di assaporare qualcosa di diverso da molte altre commedie romantiche simili, anche grazie ai due protagonisti che non cadevano mai in classici cliché, e che riuscivano a sorprendere il pubblico in più momenti. Si trattava di un ottimo biglietto da visito per il mondo del boys' love, e ne mostrava la parte più romantica, riflessiva e sana.